# Ensoniq Mirage
| Sampler                     | Sampler                                 |
| Ensoniq Mirage (Version II) | Ensoniq Mirage (Version II)             |
| Allgemeines                 | Allgemeines                             |
| --------------------------- | --------------------------------------- |
| Name                        | Mirage                                  |
| Hersteller                  | Ensoniq                                 |
| Klangsynthese               | digital, Samples                        |
| Zeitraum                    | 1985–1988                               |
| Preis (Erscheinungsjahr)    | ca. 5800 DM                             |
| Eigenschaften               |                                         |
| Polyphon                    | ja, 8                                   |
| Multitimbral                | ja, 8                                   |
| VCF                         | 8 analoge Tiefpass, 5-stufige Hüllkurve |
| LFO                         | ja                                      |
| Effekte                     | –                                       |
| Tasten                      | 61, anschlagsdynamisch                  |
| Int. Spielhilfen            | Pitch-, Modulationsrad                  |
| Ext. Controller             | Pedal                                   |
| Schnittstelle(n)            | MIDI                                    |
| Sequenzer                   | 333 Events                              |
| D/A Wandler                 | 8 Bit                                   |
| Samples                     | 48 (8 Bit, bis 33 kHz)                  |
| Speicherplätze              | 16                                      |
| ROM                         | –                                       |
| RAM                         | 144 kB                                  |
| Ext. Speicher               | 3,5" Disketten (400 kB)                 |

Der Ensoniq Mirage war der erste für die breite Masse bezahlbare Sampler.
1985 stellte die Firma Ensoniq den Mirage vor. Bis zu dieser Zeit war Sampling ein kostspieliges Vergnügen, was sich mit dem Mirage änderte. Mit einem Preis von unter 1700 US$ war er für die breite Masse bezahlbar und bot Bearbeitungsmöglichkeiten, die ein paar Jahre zuvor dem teuren Fairlight CMI vorbehalten waren.
Der Mirage bot in der Grundversion Sampling in einer 8-Bit-Auflösung mit bis zu 33 kHz. Für die Rack- und erste Keyboardversion gab es ein optionales Eingangsfiltermodul, das Samplen mit 50-kHz-Rate ermöglichte. Aufgrund der umfangreichen Bibliothek und der schwierigen Bearbeitungsmöglichkeiten wurde der Mirage hauptsächlich als Sample-Player verwendet. Die weitere Klangbearbeitung erfolgte aber in klassischer subtraktiver Manier per analogem VCF. Die Hüllkurve sowie LFO wurden komplett digital erzeugt, ein VCA kommt beim Mirage nicht zum Einsatz. Per Multi-Sampling konnte man verschiedene Samples verschiedenen Bereichen der 61-Tasten umfassenden anschlagsdynamischen Klaviatur zuordnen, welche sich auch gleichzeitig, also multitimbral, per MIDI abspielen ließen.
Über das 3,5"-Diskettenlaufwerk bootete man das Betriebssystem und speicherte Daten, wobei jede Datendiskette auch eine Kopie des Betriebssystems enthielt. Der extern synchronisierbare interne Sequenzer rundete das damalige Bild eines günstigen und ziemlich kompletten Musikproduktions-Systems ab.
Kopf der Entwicklung des Mirage war Bob Yannes, der auch den legendären SID-Chip (sound interface device) des Commodore 64 entwarf. Als CPU fand ein Motorola 6809 Verwendung.
1988 folgte dem Mirage der EPS (Ensoniq Performance Sampler), der eine Auflösung von 13 Bit bei bis zu 52 kHz erlaubte und einen Speicher von zunächst 480 kB besaß.